# 费里耶尔 (塔恩省)
费里耶尔（法語：Ferrières，法語發音：[fɛʁjɛʁ] ⓘ）是法国奧克西塔尼大區塔恩省的一个旧市镇，属于卡斯特尔区。2016年1月1日，费里耶尔与临近的2个市镇合并为新市镇丰里约。

## 地理
费里耶尔（43°39'46"N, 2°26'57"E）面积11.85 平方千米，位于法国奧克西塔尼大區塔恩省，该省份为法国南部内陆省份，北起顺时针与阿韦龙省、埃罗省、奥德省、上加龙省和塔恩-加龙省接壤。
与费里耶尔接壤的市镇（或旧市镇、城区）包括：勒贝、丰里约、瓦布尔。
费里耶尔的时区为UTC+01:00、UTC+02:00（夏令时）。

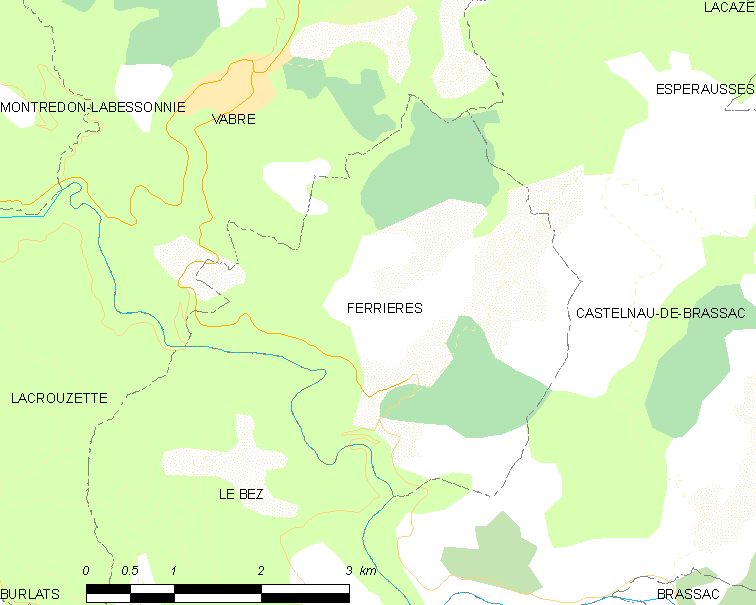
费里耶尔的OSM定位图

## 行政
费里耶尔的邮政编码为81260，INSEE市镇编码为81091。

## 政治
费里耶尔所属的省级选区为奥克高地县。

## 人口

1962-2008年间费里耶尔人口变化图示

费里耶尔于2018年1月1日时的人口数量为157人。